# Bell P-59 Airacomet
Bell P-59A «Ейркомет» — американський одномісний навчально-тренувальний винищувач, розроблений американською компанією «Белл Ейркрафт» та британською «Пауер Джет Лтд».

## Історія
Проєктування першого реактивного літака у Сполучених Штатах Америки розпочалося в 1941 році. Двигун до нового літака Bell P-59A був випущений британською компанією «Пауер Джет Лтд», яка була залучена до проєкту 5 вересня 1941 на замовлення уряду США.
Через рік, 1 жовтня 1942, літак Bell P-59A «Ейркомет» під пілотуванням шеф-пілота Роберта Стенлі вперше піднявся в повітря.
Проєкт мав великий успіх, і вже в 1944 році дванадцять літаків YP-59A були прийняті на озброєння. Але невдовзі Bell P-59A був переведений в розряд навчально-тренувальних, оскільки стало зрозуміло, що він не здатний виконувати завдання фронтового винищувача.

## Технічні характеристики
| Параметр              | Характеристика | Зображення |
| --------------------- | --- | ---------- |
| Силова установка      | два турбореактивних двигуна «General Electric» J31-GE-3 зі статичною тягою 907 кг                                       |            |
| Льотні характеристики | максимальна швидкість 671 км/год; практична стеля 14080 м; дальність польоту з двома підвісними паливними баками 837 км |            |
| Маса                  | порожнього — 3610 кг; максимальна злітна — 6214 кг                                                                      |            |
| Розміри               | розмах крила — 13,87 м; довжина — 11,63 м; висота — 3,66 м; площа крила — 35,84 м²                                      |            |
| Озброєння             | дві 20-мм гармати (пізніше одна 37-мм гармата M4 і три 12,7-мм кулемета)                                                |            |